# Johannes I. von Admont
Johannes I., OSB (* um 1150; † 3. September 1202 in Admont) war ein salzburgischer römisch-katholischer Geistlicher und von 1199 bis 1202 Abt der Benediktinerabtei St. Blasius zu Admont.
In seinem nur dreijährigen Abbatiat erhielt das Stift 1201 durch Herzog Leopold VI, anlässlich seines Besuchs in Admont die Kapelle St. Martin an der Salza verliehen. Johannes ließ ferner einen Teil des Pfarramts in Sankt Gallen zu einem Hospital für Arme und Reisende umbauen.